# Seleni
Seleni hay selen là một nguyên tố hóa học với số nguyên tử 34 và ký hiệu hóa học Se. Nó là một phi kim, về mặt hóa học rất giống với lưu huỳnh và teluri, trong tự nhiên rất hiếm thấy ở dạng nguyên tố. Đối với sinh vật, nó độc hại khi ở liều lượng lớn, nhưng khi ở liều lượng nhỏ thì nó rất cần thiết cho chức năng trong phần lớn tế bào, nếu như không là tất cả, các động vật, tạo thành trung tâm hoạt hóa của các enzym glutathion peroxidase và thioredoxin reductase (gián tiếp khử các phân tử bị oxy hóa nhất định trong động vật và một số thực vật) và ba enzym deiodinase đã biết (chuyển hóa các hormone tuyến giáp lẫn nhau). Nhu cầu về seleni ở thực vật phụ thuộc tùy theo loài, với một số thực vật dường như không cần nó.
Seleni được cô lập tồn tại dưới vài dạng khác nhau, ổn định nhất trong số đó là dạng bán kim loại (bán dẫn) màu xám ánh tía và nặng, về mặt cấu trúc là chuỗi polyme tam giác. Nó dẫn điện dưới ánh sáng tốt hơn trong bóng tối và được sử dụng trong các tế bào quang điện (xem phần thù hình dưới đây). Seleni cũng tồn tại trong nhiều dạng không dẫn điện: thù hình màu đen tương tự như thủy tinh, cũng như một vài dạng kết tinh màu đỏ được tạo ra từ các phân tử vòng 8 nguyên tử, tương tự như người chị em nhẹ hơn là lưu huỳnh.
Seleni được tìm thấy ở lượng có giá trị kinh tế trong các quặng sulfide như pyrit, trong đó nó thay thế phần nào cho lưu huỳnh trong chất nền của quặng. Các khoáng vật chứa selenide hay seleniat cũng đã được biết tới nhưng chúng khá hiếm.

## Phổ biến
Seleni có mặt tự nhiên trong một số dạng hợp chất vô cơ, bao gồm selenide, seleniat và natri selenide. Trong đất, seleni thông thường nhất hay xuất hiện trong các dạng hòa tan như seleniat (tương tự như sulfat), và bị thẩm thấu rất dễ dàng vào các con sông do nước chảy.
Seleni có vai trò sinh học và được tìm thấy trong các hợp chất hữu cơ như dimethyl selenide, seleniomethionin, seleniocystein và methylseleniocystein. Trong các hợp chất này seleni đóng vai trò tương tự như lưu huỳnh.
Seleni được sản xuất phổ biến nhất từ selenide trong nhiều loại quặng sulfide, chẳng hạn từ các khoáng vật của đồng, bạc hay chì. Nó thu được như là phụ phẩm của quá trình chế biến các loại quặng này, từ bùn anode trong tinh lọc đồng và bùn từ các buồng chì trong các nhà máy sản xuất acid sulfuric. Các loại bùn này có thể được xử lý bằng nhiều cách để thu được seleni tự do.
Các nguồn tự nhiên chứa seleni bao gồm các loại đất giàu seleni, và seleni được tích lũy sinh học bởi một số thực vật có độc như các loài cây họ Đậu trong các chi Oxytropis hay Astragalus. Các nguồn chứa seleni do con người tạo ra có việc đốt cháy than cũng như khai thác và nung chảy các loại quặng sulfide.
Xem thêm Khoáng vật selenide.

## Đồng vị
Seleni có 6 đồng vị tồn tại trong tự nhiên, năm trong số này là ổn định: Se74, Se76, Se77, Se78, Se80. Ba đồng vị cuối cùng này cũng có trong sản phẩm của quá trình phân rã hạt nhân, cùng với Se79 là đồng vị phóng xạ với chu kỳ bán rã là 295.000 năm, và Se82 có chu kỳ bán rã rất dài (cỡ khoảng 1020 năm, bị phân rã nhờ phân rã beta kép thành Kr82) và đối với các mục đích thực tế có thể coi là ổn định. 23 đồng vị không ổn định khác cũng được nêu đặc trưng.

## Lịch sử và nhu cầu toàn cầu
Seleni (tiếng Hy Lạp σελήνη selene nghĩa là "Mặt Trăng") được Jöns Jakob Berzelius phát hiện năm 1817, ông tìm thấy nguyên tố này gắn liền với teluride (đặt tên theo Trái Đất).
Sự tăng trưởng trong nhu cầu tiêu thụ seleni theo dòng lịch sử là do sự phát triển dần dần của các sử dụng mới, bao gồm các ứng dụng trong pha trộn cao su, tạo hợp kim thép và các bộ lọc (nắn dòng) điện dùng seleni. Vào năm 1970, seleni trong các bộ lọc điện đã được thay thay thế phần lớn bằng silic và việc sử dụng nó như là chất quang dẫn trong các máy photocopy đã trở thành ứng dụng hàng đầu của nó. Trong thập niên 1980, ứng dụng chất quang dẫn bị suy giảm (mặc dù nó vẫn còn ở quy mô lớn) do ngày càng nhiều máy photocopy sử dụng các chất quang dẫn hữu cơ được sản xuất ra. Hiện nay, sử dụng lớn nhất của seleni trên toàn thế giới là trong sản xuất thủy tinh, tiếp theo là các sử dụng trong hóa chất và chất nhuộm. Sử dụng trong lĩnh vực điện tử, mặc dù còn một số ứng dụng tiếp diễn, nhưng vẫn tiếp tục suy giảm.
Năm 1996, nghiên cứu hiện còn tiếp diễn chỉ ra mối tương quan thực giữa nhu cầu bổ sung seleni và sự ngăn ngừa ung thư ở người, nhưng ứng dụng trực tiếp đại trà của phát hiện quan trọng này cũng không bổ sung một cách đáng kể vào nhu cầu seleni do người ta chỉ dùng các liều nhỏ. Vào cuối thập niên 1990, việc sử dụng seleni (thường cùng với bismuth) như là chất bổ sung vào công nghệ hàn chì cho các dạng đồng thau để đạt được các tiêu chuẩn môi trường không chứa chì đã trở thành quan trọng. Hiện tại, tổng sản lượng seleni toàn thế giới vẫn tiếp tục tăng một cách khiêm tốn.

## Seleni và sức khỏe
Mặc dù có độc khi dùng liều lượng lớn, nhưng seleni lại là chất vi dinh dưỡng thiết yếu cho động vật. Ở thực vật, nó có như là khoáng chất đứng ngoài cuộc, đôi khi với tỷ lệ gây độc trong cỏ cho gia súc (một số loài thực vật có thể tích lũy seleni như là phương tiện phòng ngự chống lại việc động vật ăn chúng, nhưng các loài thực vật khác như các loài nói trên đây lại cần seleni và sự tăng trưởng của chúng chỉ ra sự hiện diện của seleni trong đất). Nó là thành phần hợp thành của các amino acid bất thường như seleniocystein và seleniomethionin. Ở người, seleni là chất dinh dưỡng dấu vết với chức năng của phụ phối tử cho việc khử các enzym chống oxy hóa như các glutathion peroxidase và một vài dạng nhất định của thioredoxin reductase tìm thấy ở động vật và một số thực vật (enzym này có trong mọi sinh vật sống, nhưng không phải mọi dạng của nó trong thực vật đều cần seleni).
Glutathion peroxidase (GSH-Px) xúc tác cho một số phản ứng nhất định trong đó loại bỏ các dạng oxy hoạt hóa như peroxide:
2 GSH+ H2O2---------GSH-Px → GSSG + 2 H2O
Seleni cũng đóng vai trò trong chức năng của tuyến giáp bằng cách tham dự như là phụ phối tử cho ba hoóc môn tuyến giáp đã biết là các deiodinase.
Seleni cho dinh dưỡng đến từ các loại quả hạch, ngũ cốc, thịt, cá và trứng. Quả hạch Brasil (Bertholletia excelsa) là nguồn dinh dưỡng thông thường giàu seleni nhất (mặc dù nó phụ thuộc vào kiểu đất, do quả hạch Brasil không đòi hỏi nhiều seleni cho nhu cầu của chính nó). Các hàm lượng cao có trong nhiều dạng thực phẩm như thận, cua và tôm hùm, theo trật tự như đã đề cập. Danh sách các thực phẩm giàu seleni có thể tìm thấy tại Bảng dữ liệu các chất bổ trợ selen trong dinh dưỡng.

### Độc tính
Mặc dù seleni là chất vi dinh dưỡng thiết yếu nhưng nó lại có độc tính nếu dùng thái quá. Việc sử dụng vượt quá giới hạn trên của DRI là 400 microgam/ngày có thể dẫn tới ngộ độc seleni. Các triệu chứng ngộ độc seleni bao gồm mùi hôi của tỏi trong hơi thở, các rối loạn đường tiêu hóa, rụng tóc, bong, tróc móng tay chân, mệt mỏi, kích thích và tổn thương thần kinh. Các trường hợp nghiêm trọng của ngộ độc seleni có thể gây ra bệnh xơ gan, phù phổi và tử vong.
Seleni nguyên tố và phần lớn các selenide kim loại có độc tính tương đối thấp do hiệu lực sinh học thấp của chúng. Ngược lại, các seleniat và selenide lại cực độc hại, và có các tác động tương tự như của asen. Seleniua hiđrô là một chất khí có tính ăn mòn và cực kỳ độc hại. Seleni cũng có mặt trong một số hợp chất hữu cơ như dimethyl selenide, seleniomethionin, seleniocystein và methylseleniocystein, tất cả các chất này đều có hiệu lực sinh học cao và độc hại khi ở liều lượng lớn. Seleni kích thước nano có hiệu lực tương đương, nhưng độc tính thấp hơn nhiều.
Ngộ độc seleni từ các hệ thống cung cấp nước có thể xảy ra khi các dòng chảy của các hệ thống tưới tiêu mới trong nông nghiệp chảy qua các vùng đất thông thường là khô cằn và kém phát triển. Quá trình này làm thẩm thấu các hợp chất seleni tự nhiên và hòa tan trong nước (như các seleniat) vào trong nước, chúng sau đó có thể tích lũy đậm đặc hơn trong các vùng "đất ẩm ướt" mới khi nước bay hơi đi. Nồng độ seleni cao sinh ra theo kiểu này đã được tìm thấy như là nguyên nhân gây ra một số rối loạn bẩm sinh nhất định ở chim sống trong các vùng đất ẩm ướt.

### Thiếu hụt
Thiếu hụt seleni là tương đối hiếm ở các cá nhân có chế độ dinh dưỡng đầy đủ. Nó có thể xảy ra ở các bệnh nhân với chức năng ruột bị tổn thương nghiêm trọng hay ở những người phải trải qua chế độ dinh dưỡng ngoài ruột tổng thể. Ngoài ra, những người phụ thuộc vào thực phẩm gieo trồng trên các vùng đất thiếu hụt seleni cũng có thể có rủi ro này. Tại Hoa Kỳ, DPI cho người lớn là 55 µg/ngày. Tại Vương quốc Anh nó là 75 µg/ngày cho đàn ông và 60 µg/ngày cho đàn bà. Khuyến cáo 55 µg/ngày dựa trên sự thể hiện đầy đủ của glutathion peroxidase huyết tương. Selenioprotein P là chỉ thị tốt hơn về tình trạng dinh dưỡng seleni, và sự thể hiện đầy đủ của nó đòi hỏi trên 66 µg/ngày.
Thiếu hụt seleni có thể dẫn tới bệnh Keshan, là bệnh có tiềm năng gây tử vong. Thiếu hụt seleni cũng góp phần (cùng thiếu hụt iod) vào bệnh Kashin-Beck. Triệu chứng chính của bệnh Keshan là chết hoại cơ tim, dẫn tới sự suy yếu của tim. Bệnh Kashin-Beck tạo ra sự teo dần đi, thoái hóa và chết hoại của các mô chất sụn. Bệnh Keshan cũng làm cho cơ thể dễ bị mắc các bệnh tật do các nguồn gốc dinh dưỡng, hóa sinh học hay nhiễm trùng. Các bệnh này chủ yếu phổ biến ở một số vùng tại Trung Quốc nơi mà đất thiếu hụt seleni nghiêm trọng. Các nghiên cứu tại tỉnh Giang Tô đã chỉ ra sự suy giảm trong việc mắc các bệnh này nhờ cung cấp seleni bổ sung.
Seleni cũng là cần thiết để chuyển hóa hoóc môn tuyến giáp thyroxin (T4) thành dạng hoạt hóa hơn là triiodothyronin, và vì thế thiếu hụt seleni có thể sinh ra các triệu chứng của giảm hoạt động tuyến giáp, bao gồm cực kỳ mệt mỏi, trì độn tinh thần, bệnh bướu cổ, chứng ngu độn và sẩy thai hồi quy.

### Các hiệu ứng sức khỏe mâu thuẫn
Ung thưMột vài nghiên cứu cho rằng có liên kết giữa ung thư và thiếu hụt seleni. Một nghiên cứu được thực hiện về hiệu ứng của bổ trợ seleni đối với sự tái phát của ung thư da không chứng minh có tần suất suy giảm của sự tái phát ung thư da, nhưng thể hiện sự xảy ra suy giảm đáng kể của ung thư tổng thể. Seleni dinh dưỡng ngăn ngừa kích thích về mặt hóa học cho các tác nhân gây ung thư trong nhiều nghiên cứu ở động vật gặm nhấm. Trong các nghiên cứu này, các hợp chất hữu cơ chứa seleni có hiệu lực cao hơn và ít độc hại hơn so với các muối seleni (ví dụ selenioxyanat, seleniomethionin, quả hạch Brasil giàu seleni, tỏi hay cải bông xanh làm giàu seleni). Seleni cũng có thể giúp ngăn ngừa ung thư bằng tác động như là chất chống oxy hóa hay bằng cách gia tăng hoạt động miễn dịch. Không phải mọi nghiên cứu đều đồng ý về tác động chống ung thư của seleni. Một nghiên cứu về mức seleni có tự nhiên trong trên 60.000 người đồng ý tham gia đã không chỉ ra mối tương quan đáng kể giữa các mức này với ung thư. Nghiên cứu SU.VI.MAX kết luận rằng sự bổ sung liều thấp (với 120 mg acid ascorbic, 30 mg vitamin E, 6 mg beta caroten, 100 µg seleni, 20 mg kẽm) tạo ra sự sụt giảm 31% trong tỷ lệ bị ung thư và sự sụt giảm 37% trong mọi nguyên nhân gây tử vong ở đàn ông, nhưng không tạo ra kết quả đáng kể nào đối với đàn bà. Nghiên cứu SELECT hiện tại đang điều tra về tác động của bổ trợ seleni và vitamin E đối với tỷ lệ mắc ung thư tuyến tiền liệt. Tuy nhiên, seleni đã được chứng minh là có hỗ trợ hóa học trị liệu bằng cách gia tăng tính hiệu lực của phép điều trị, làm giảm độc tính của các loại thuốc hóa học trị liệu và ngăn ngừa sức đề kháng của cơ thể với thuốc. Một trong các nghiên cứu chỉ ra rằng chỉ trong vòng 72 giờ thì hiệu lực của điều trị bằng các loại thuốc hóa học trị liệu, như Taxol và Adriamycin, cùng với seleni là cao hơn đáng kể so với điều trị chỉ dùng mỗi thuốc. Kết quả thu được thể hiện trong nhiều tế bào ung thư (vú, phổi, ruột non, ruột già, gan).
HIV/AIDSMột vài nghiên cứu chỉ ra có liên quan về mặt địa lý giữa n các khu vực có đất thiếu hụt seleni với tỷ lệ cao của khả năng nhiễm HIV/AIDS. Ví dụ, phần lớn khu vực châu Phi hạ Sahara có đất chứa tỷ lệ thấp seleni, tuy nhiên Senegal lại không như thế và cũng có mức thấp hơn đáng kể trong tỷ lệ nhiễm AIDS so với phần còn lại của châu lục này. AIDS dường như làm cho có sự sụt giảm chậm nhưng tăng dần lên đối với mức seleni trong cơ thể. Sự sụt giảm trong mức seleni trong cơ thể có phải là kết quả trực tiếp của quá trình sao chép của HIV hoặc liên quan chung hơn với sự hấp thụ bất thường tổng thể các chất dinh dưỡng ở bệnh nhân AIDS hay không vẫn còn là đề tài gây tranh cãi.
Mức seleni thấp ở các bệnh nhân AIDS có tương quan trực tiếp với sự suy giảm số lượng các tế bào miễn dịch và tiến triển bệnh cùng rủi ro tử vong gia tăng. Seleni thông thường đóng vai trò của chất chống oxy hóa, vì thế mức seleni thấp có thể gia tăng sức căng oxy hóa đối với hệ miễn dịch, dẫn tới sự suy giảm nhanh hơn của hệ miễn dịch. Những người khác lại cho rằng HIV mã hóa selenioenzym glutathion peroxidase ở người, điều này tiêu hao hết seleni ở nạn nhân. Mức seleni bị hao kiệt dẫn tới sụt giảm các tế bào T hỗ trợ CD4, tiếp tục làm suy yếu hệ miễn dịch.
Không phụ thuộc vào nguyên nhân làm hao kiệt seleni ở các bệnh nhân AIDS, các nghiên cứu chỉ ra rằng thiếu hụt seleni có liên quan mạnh tới tiến triển của bệnh và rủi ro tử vong. Bổ trợ seleni có thể giúp giảm nhẹ các triệu chứng của AIDS và làm giảm rủi ro tử vong. Cần lưu ý rằng chứng cứ cho tới nay không gợi ý rằng seleni có thể giảm rủi ro nhiễm hay tần suất lan truyền của AIDS, mà chỉ có thể điều trị các triệu chứng của những người đã nhiễm HIV.
Đái đườngMột nghiên cứu được kiểm soát tốt chỉ ra rằng seleni có liên quan tích cực với rủi ro phát triển bệnh đái đường típ II. Do mức seleni cao trong huyết thanh có liên quan tích cực với sự phát triển của bệnh đái đường và do thiếu hụt seleni là khá hiếm nên việc bổ trợ không được khuyến cáo cho những người có dinh dưỡng đầy đủ.

## Sản xuất và các thù hình
Seleni là phụ phẩm phổ biến trong tinh luyện đồng hay trong sản xuất acid sulfuric. Việc cô lập seleni thường phức tạp do sự có mặt của các hợp chất và các nguyên tố khác. Nói chung sản xuất bắt đầu bằng tác dụng với cacbonat natri để sản xuất selenide natri. Selenide natri sau đó bị acid hóa bằng acid sulfuric để tạo ra acid seleniơ. Acid seleniơ cuối cùng tác dụng với dioxide lưu huỳnh để tạo ra seleni nguyên tố vô định hình có màu đỏ.
Seleni được sản xuất theo các phản ứng hóa học này là chất bột có màu đỏ gạch, vô định hình, không hòa tan trong nước được nấu chảy nhanh sẽ tạo thành dạng như thủy tinh có màu đen, thông thường được bán trong công nghiệp dưới dạng bánh.

## Ứng dụng phi sinh học
Hóa họcSeleni là chất xúc tác trong nhiều phản ứng hóa học và được sử dụng rộng rãi trong nhiều phản ứng tổng hợp hóa học trong công nghiệp lẫn trong phòng thí nghiệm. Nó cũng được sử dụng rộng rãi trong xác định cấu trúc của các protein hay acid nucleic bằng tinh thể học tia X.
Sản xuất và vật liệuỨng dụng lớn nhất của seleni trên toàn thế giới là sản xuất thủy tinh và vật liệu gốm, trong đó nó được dùng để tạo ra màu đỏ cho thủy tinh, men thủy tinh và men gốm cũng như để loại bỏ màu từ thủy tinh bằng cách trung hòa sắc xanh lục do các tạp chất sắt (II) tạo ra.
Seleni được sử dụng cùng bismuth trong hàn chì cho đồng thau để thay thế cho chì độc hại hơn. Nó cũng được dùng trong việc cải thiện sức kháng mài mòn của cao su lưu hóa.
Công nghiệp điện tửDo các tính chất quang voltaic và quang dẫn nên seleni được sử dụng trong kỹ thuật photocopy, các tế bào quang điện, thiết bị đo độ sáng và tế bào năng lượng mặt trời. Nó đã từng được sử dụng rộng rãi trong các bộ nắn dòng. Các ứng dụng này phần lớn đã bị thay thế bằng các thiết bị dùng silic hay trong quá trình bị thay thế. Ngoại lệ đáng chú ý nhất là trong các thiết bị bảo vệ điện, trong đó khả năng truyền tải dòng điện cường độ lớn của các bộ triệt dòng dùng seleni làm cho nó đáng giá hơn so với các điện trở biến thiên dùng oxide kim loại.
Nhiếp ảnhSeleni được dùng trong kỹ thuật tạo sắc thái trong nhiếp ảnh, và nó được bán như là chất tạo sắc thái bởi nhiều nhà sản xuất giấy ảnh như Kodak và Fotospeed.

## Ứng dụng sinh học
Y họcChát gọi một cách lỏng lẻo là sulfide seleni, SeS2, thực tế là disulfide seleni hay sulfide seleni (IV), là thành phần hoạt hóa trong một vài loại dầu gội đầu chống gàu. Hiệu ứng của thành phần hoạt hóa là giết chết nấm da đầu Malassezia. Thành phần hoạt hóa này cũng được dùng trong mỹ phẩm dùng cho da để điều trị nấm da Tinea do nhiễm các loài nấm chi Malassezia.
Dinh dưỡngSeleni được sử dụng rộng rãi trong điều chế vitamin và các chất bổ sung dinh dưỡng khác, với liều nhỏ (thường là từ 50 tới 200 microgam trên ngày cho người lớn). Một ài loại cỏ làm thức ăn cho gia súc cũng được tăng cường seleni.

## Hợp chất
- Seleniua gali indi đồng Cu(Ga,In)Se2
- Seleniua thủy ngân (HgSe)
- Seleniua hiđrô (H2Se)
- Seleniua chì (II) (PbSe)
- Dioxide seleni (SeO2)
- Acid selenic (H2SeO4)
- Acid seleniơ (H2SeO3)
- Các sulfide seleni: Se4S4, SeS2, Se2S6
- Selenide natri (Na2SeO3)
- Seleniua kẽm (ZnSe)

Seleni cũng tồn tại ở trạng thái oxy hóa +3, nhưng chỉ trong dạng cation Se412+; các hợp chất Se (III) kiểu khác vẫn chưa được biết đến.
Xem thêm Hợp chất seleni và Hóa seleni hữu cơ.